# جی‌دی‌اس شیموکیتا (ال‌اس‌تی-۴۰۰۲)
جی‌دی‌اس شیموکیتا (ال‌اس‌تی-۴۰۰۲) (به انگلیسی: JDS Shimokita (LST-4002)) یک کشتی است که طول آن ۱۷۸ متر (۵۸۴ فوت) می‌باشد. این کشتی در سال ۲۰۰۰ ساخته شد.